# Alena Hiltscherová
Alena Hiltscherová z domu Stolzová (ur. 6 listopada 1937 w Pradze) – czeska lekkoatletka, płotkarka i  sprinterka. W czasie swojej kariery reprezentowała Czechosłowację.
Wystąpiła na igrzyskach olimpijskich w 1960 w Rzymie, gdzie odpadła w eliminacjach biegu na 200 metrów i biegu na 80 metrów przez płotki.
Zdobyła brązowy medal na pierwszych europejskich igrzyskach halowych w 1966 w Dortmundzie w sztafecie 4 × 1 okrążenie (sztafeta czechosłowacka biegła w składzie Libuše Macounová, Hiltscherová, Eva Kucmanová i Eva Lehocká). Startowała również na tych igrzyskach w biegu na 60 metrów przez płotki, ale Odpadła w eliminacjach. Odpadła w eliminacjach biegu na 80 metrów przez płotki i sztafety 4 × 100 metrów (w składzie: Lehocká, Kucmanová, Vlasta Přikrylová i Hiltscherova) na mistrzostwach Europy w 1966 w Budapeszcie.
Hiltscherová była mistrzynią Czechosłowacji w biegu na 100 metrów w latach 1958–1960 i 1963, w biegu na 80 metrów przez płotki w latach 1960–1963, 1966 i 1968 oraz w sztafecie 4 × 100 metrów w 1960, 1962, 1963, 1966, wicemistrzynią w biegu na 100 metrów w 1956, 1962 i 1965, w biegu na 80 metrów przez płotki w 1956 i 1958 oraz w sztafecie 4 × 100 metrów w 1959 i 1961, a także brązową medalistką w biegu na 80 metrów przez płotki w 1957 i 1959 oraz w sztafecie 4 × 100 metrów w 1957 i 1958.
Wielokrotnie poprawiała i wyrównywała rekordy Czechosłowacji w biegu na 100 metrów do wyniku 11,9 s (16 sierpnia 1959 w Meerbeck), w biegu na 200 metrów z czasem 24, 7 s (3 września 1960 w Rzymie), w biegu na 80 metrów przez płotki do czasu 10,8 s (7 sierpnia 1966 w Trzyńcu) i w sztafecie 4 × 100 metrów do wyniku 45,5 s (25 września 1966 w Dreźnie.